# Antonio García García
Antonio García García fue un futbolista español nacido el 5 de abril de 1908 en Murcia. Fue jugador del Fútbol Club Barcelona en las temporadas 1928 a 1931. Como delantero disputó 20 partidos en los que marcó cuatro goles. Debutó en un enfrentamiento con el Racing de Santander con victoria azulgrana de 0 a 2. Consiguió una liga, la de la temporada 1928-1929.
Falleció a la edad de 22 años por una complicación postoperatoria.

## Palmarés
| Título | Club                  | Año  |
| ------ | --------------------- | ---- |
| Liga   | Fútbol Club Barcelona | 1929 |

## Equipos
| Club                  | País   | Año       |
| --------------------- | ------ | --------- |
| Fútbol Club Barcelona | España | 1928-1931 |